# Barazoku
Barazoku (薔薇族?) era una de las revistas japonesas mensuales dirigidas al público gay masculino más antiguas y de mayor duración, que dejó de publicarse en octubre de 2004 debido a la bancarrota. El título significa «la tribu rosa». La revista sólo se publicaba en japonés y su precio era de 1300¥ por ejemplar. Itō Bungaku, el editor de la revista desde su creación no era gay.
Barazoku era la revista gay más antigua de Japón, permaneció en los quioscos durante 33 años. Se publicó por primera vez en 1971, convirtiéndose en ejemplo a seguir para otras publicaciones gays y en líder de la cultura gay japonesa, contando entre sus seguidores a famosos como Akihiro Miwa, una drag queen de la que existían rumores que afirmaban que había sido amante del autor Yukio Mishima. Durante sus 33 años de existencia, la revista sobrevivió la desaprobación general, mandamientos judiciales y numerosos arrestos de su fundador y editor, Bungaku Itō.
Barazoku fue la primera revista gay de Asia que se vendió en librerías generales, como Kinokuniya. Se convirtió en un fenómeno cultural de tal calibre que su título se ha convertido en sinónimo de «gay» y del manga bara.
En sus primeros años la revista publicó de forma anónima el trabajo de algunos de los poetas y autores más famosos de Japón, además de ilustraciones de Go Mishima. La determinación de su fundador Itō Bungaku de luchar contra la discriminación, le llevó a publicar una entrevista con el primer enfermo de sida del que se tuvo conocimiento en Japón cuando los medios de comunicación generales se negaban a tratar el asunto.

## Contenido
Las revistas gays en Japón, junto con gran parte de su cultura gay, están diferenciadas por «tipo»; la mayoría están dedicadas a audiencias con intereses especiales. 
Un número típico de Barazoku tenía aproximadamente 300 páginas, incluyendo varias páginas en color en papel satinado y algunas fotos en blanco y negro de hombres jóvenes y atléticos entre los 17 y los 29 (estas fotos están censuradas de acuerdo a la ley japonesa, que requiere que se oculten los genitales y el vello púbico). A pesar de la inclusión de fotografías pornográficas, Barazoku no era una revista pornográfica. La mayoría de la revista, típicamente estaba formada por artículos e historias cortas, consejos, entrevistas, noticias, arte y listas de interés para la comunidad gay. 

## Desaparición
En comparación con otras revistas gay como Badi, Barazoku tenía menos fotos y menos historias y noticias manga, lo que puede haber contribuido a su desaparición.
Gran parte de los ingresos de la revista provenían de los anuncios por palabras de los lectores buscando relaciones románticas, amigos y sexo. Estos anuncios fueron durante mucho tiempo una forma de conocerse muy popular entre los hombres gays en Japón. La llegada de Internet, con sus sitios de ligue gratuitos contribuyó también a acelerar el fin de la revista, especialmente desde que esas páginas son accesibles desde el teléfono móvil.
Además del incremento del uso de Internet y la disminución de los ingresos por anuncios, Barazoku culpó el incremento de noticias LGBT en medios de comunicación generales de su desaparición.
La desaparición de Barazoku fue un golpe para los gays en comunidades aisladas en Japón: la mayor parte de las ventas venían de librerías pequeñas e independientes en tales áreas. Según afirma Ito, «cuando dijimos a los lectores que ese sería el último número, recibí cartas que simplemente decían: "Su revista ha ayudado a innumerables de nosotros a salir del infierno del aislamiento".»
Se realizaron varios intentos de relanzar la revista, dos veces en 2005 y una en 2007.